# 1,3-ジアゼピン
1,3-ジアゼピン（英語: 1,3-diazepine）は、ジアゼピンの異性体の一つ。天然物や薬品（ペントスタチンやアビバクタム）の分子内で見られる。コホルマイシン (Coformycin) は、天然に存在する抗生物質である。